# Choťovice
Choťovice település Csehországban, a Kolíni járásban. Choťovice Žiželice, Lovčice, Polní Chrčice, Radovesnice II, Dománovice és Žehuň településekkel határos. Lakosainak száma 245 fő (2024. január 1.).

## Népesség
A település lakosságának változását az alábbi diagram mutatja:
| Lakosok száma | 482  | 502  | 591  | 379  | 244  | 172  | 198  | 200  | 215  | 245  |
|               | 1869 | 1890 | 1921 | 1950 | 1980 | 2001 | 2017 | 2019 | 2022 | 2024 |